# Burg Crussol
Die Burg Crussol ist die Ruine einer mittelalterlichen Höhenburg auf einem Kalkfelsen im Tal der Rhône fünf Kilometer westlich von Valence in der Region Auvergne-Rhône-Alpes. Die Anlage steht auf der Gemarkung der Gemeinde Saint-Péray, deren Wappen die Farben der einstigen Burgherren zeigt.
Die heute sichtbare Anlage geht auf eine Gründung der Familie Bastet de Crussol (kurz auch nur de Crussol genannt) im 12. Jahrhundert zurück. Die Burgherren stiegen durch Heiraten, Bündnisse und dem französischen Königshaus geleistete Dienste gesellschaftlich auf. Dies spiegelte sich durch Veränderungen, grundlegende Umbauten und Vergrößerung ihrer Burg wider. Eine ihrer Besitzungen wurde im 16. Jahrhundert zum Herzogtum erhoben, und viele Familienmitglieder residierten aufgrund ihrer wichtigen Hofämter derweil in Paris. Infolgedessen wurde die Anlage zu jener Zeit endgültig als Wohnsitz aufgegeben, nachdem die Familie schon seit geraumer Zeit bevorzugt in komfortableren Schlössern in der Ebene gewohnt hatte.
Während der Hugenottenkriege wurde die bereits vernachlässigte Anlage mehrfach von protestantischen und katholischen Truppen belagert, beschädigt, eingenommen, geplündert und in Brand gesetzt, ehe sie 1622 durch Sprengungen geschleift wurde. Nachfolgend nicht mehr genutzt, verfielen die Reste immer weiter, bis die Fondation de Crussol in den 1960er Jahren mit deren Sicherung begann.
Die Burg steht seit dem 31. Mai 1927 als eingeschriebenes Monument historique (monument historique inscrit) unter Denkmalschutz.

## Geschichte
Einer örtlichen Erzählung zufolge soll der Riese Crussolius, König der Arverner, die Burg Crussol gegründet und ihr damit ihren Namen gegeben haben. Diese Gründungslegende fußt vermutlich auf der Entdeckung riesiger, versteinerter Knochen – einige sieben andere neun Meter lang –, die im Jahr 1456 im nahe gelegenen Dorf Saint-Péray gefunden wurden. Möglicherweise stammt der Name aber auch von dem lateinischen crux sola (französisch croix solitair, deutsch einsames Kreuz), das auf das älteste bekannte Wappen der langjährigen Burgbesitzer aus dem Haus Crussol hinweist, das von einem Kreuz begleitet war.
Der Burgfelsen war seit dem Jungpaläolithikum durchgängig besiedelt, was Keramikscherben- und Knochenfunde aus jener Zeit, dem Neolithikum und der Bronzezeit, sowie Keramik- und Münzfunde vom Ende der Römischen Kaiserzeit und aus dem 8. Jahrhundert bezeugen. In einer Urkundensammlung der Abtei Saint-Chaffre (Le Monastier-sur-Gazeille) findet sich ein Schriftstück, das die befestigte Anlage erstmals erwähnt, als ein gewisser Robert der Abtei 963 Land südlich des „castello Cruseolis“ schenkte. Zu jener Zeit war es wohl eine Burg aus Holz, die im Laufe der Zeit aber völlig verschwunden ist. Im 12. Jahrhundert errichtete Giraud I. Bastet, ein Gefolgsmann des Grafen von Toulouse, eine neue Burg, die teilweise schon aus Stein bestand. Er war durch seine Heirat mit Angès de Crussol im Jahr 1110 in den Besitz des Burgfelsens gekommen. Durch die strategisch günstige Lage konnte von dort das Rhônetal und damit der gesamte Warenverkehr sowie die Grenze Frankreichs zum Heiligen Römischen Reich kontrolliert werden. Für das Jahr 1185 ist bereits die Burgkapelle Notre Dame de Crussol überliefert, die Odon II, der aus dem Haus Crussol stammende Bischof von Valence, in jenem Jahr an die Abtei La Chaise-Dieu in der Auvergne übertrug. Er hatte sie nur kurz zuvor von seinem Neffen Guillaume I. übertragen bekommen. Forscher vermuten, dass an ihrer Stelle zuvor ein römischer Marstempel gestanden hat und crux sola somit Sinnbild für das siegreiche Christentums war.
In den folgenden Jahrhunderten konnte die Familie Bastet de Crussol ihren Besitz durch geschickte Heiratspolitik vermehren und so ihre Machtposition ausbauen. So ehelichte Giraud III. Bastet Marguerite de Pagan, die aus einer im Haut-Vivarais einflussreichen Familie stammte, und Jean Bastet heiratete im Oktober 1310 Béatrix de Poitiers, eine Enkelin des Grafen Aymar III. von Valentinois. Die wachsende Bedeutung der Burgherren spiegelte sich in ihrem Wohnsitz wider: Die Burg Crussol wurde beständig um- und ausgebaut und blieb wahrscheinlich sogar von Auswirkungen des Hundertjährigen Kriegs verschont. Zu Hochzeiten lebten auf dem Burgareal, dessen äußere Ringmauer ein befestigtes Dorf umschloss, bis zu 700 Menschen. Im 15. Jahrhundert standen die Herren von Crussol im Zenit ihrer Macht: Gabrielle Bastet de Crussol war Äbtissin der Abtei Notre-Dame de Soyons in Soyons, und Louis Bastet de Crussol stieg am Königshof unter Ludwig XI. zu höchsten Würden auf. Unter anderem bekleidete er das Amt des Großbrotmeisters von Frankreich und Gouverneur der Dauphiné. Die Herren von Crussol verbrachten aber auch immer mehr Zeit am Hof in Paris oder in ihrer 1220 durch Giraud II. Bastet de Crussol erworbene Burg in Charmes-sur-l’Herbasse, die wohnlicher und einfacher zu erreichen war. Crussol wurde nur noch sporadisch genutzt.
1486 heiratete Jacques I. de Crussol Simone dʼUzès, die Alleinerbin der Vizegrafschaft (französisch Vicomté) Uzès, und erhielt den Landbesitz mit der Auflage, Namen und Wappen von Uzès mit seinen zu kombinieren. Nachfolgend hielt sich die Familie Crussol dʼUzès noch seltener auf ihrem Stammsitz auf, sondern bevorzugte die wohnlicheren Stadtpalais und Schlösser in der Ebene. Burg Crussol wurde zunehmend vernachlässigt. Als die Vicomté 1565 von König Karl IX. für Antoine de Crussol dʼUzès zum Herzogtum erhoben wurde, wandte sich dieser in den Hugenottenkriegen der katholischen Seite zu, obwohl seine Familie eigentlich protestantisch war. Kurz nach seinem Tod bei der Belagerung von La Rochelle nahmen Protestanten 1573 die Burg Crussol ein, die aber schon kurz darauf von katholischen Soldaten zurückerobert wurde. Im Gegenzug beschädigten Kräfte der protestantischen Seite die Anlage, die aber weiterhin in katholischer Hand blieb. Im Frühjahr 1577 erfolgte eine weitere Belagerung durch Protestanten. Sie wurden am 24. Juni des Jahres von Soldaten, die vom Bischof von Valence zur Unterstützung der Burgbesatzung geschickt worden waren, besiegt. 1580 griffen protestantischen Truppen die Burg Crussol erneut an, und diesmal waren sie erfolgreich. Die Anlage wurde in Brand gesteckt, der Donjon zerstört und die Verteidigungselemente der Burg stark beschädigt. Trotz dieser Zerstörungen waren dort anschließend noch Soldaten stationiert.
Als die religiösen Konflikte 1621 wieder aufflammten, ließ die katholische Seite die Wehrmauer der Burg hastig und notdürftig wieder instand setzen. Im August 1622 flüchtete der von der Familie Crussol dʼUzès eingesetzte Vogt nach Valence und überließ sowohl die Burg als auch den Ort Saint-Péray den Protestanten, die daraufhin die Befestigungen der Burg durch Sprengungen endgültig zerstörten. Als François I. de Crussol im Dezember 1624 auf einer Reise auf Burg Crussol Station machen wollte, musste er bei seinem Vogt logieren, weil der Stammsitz seiner Familie nicht mehr bewohnbar war.

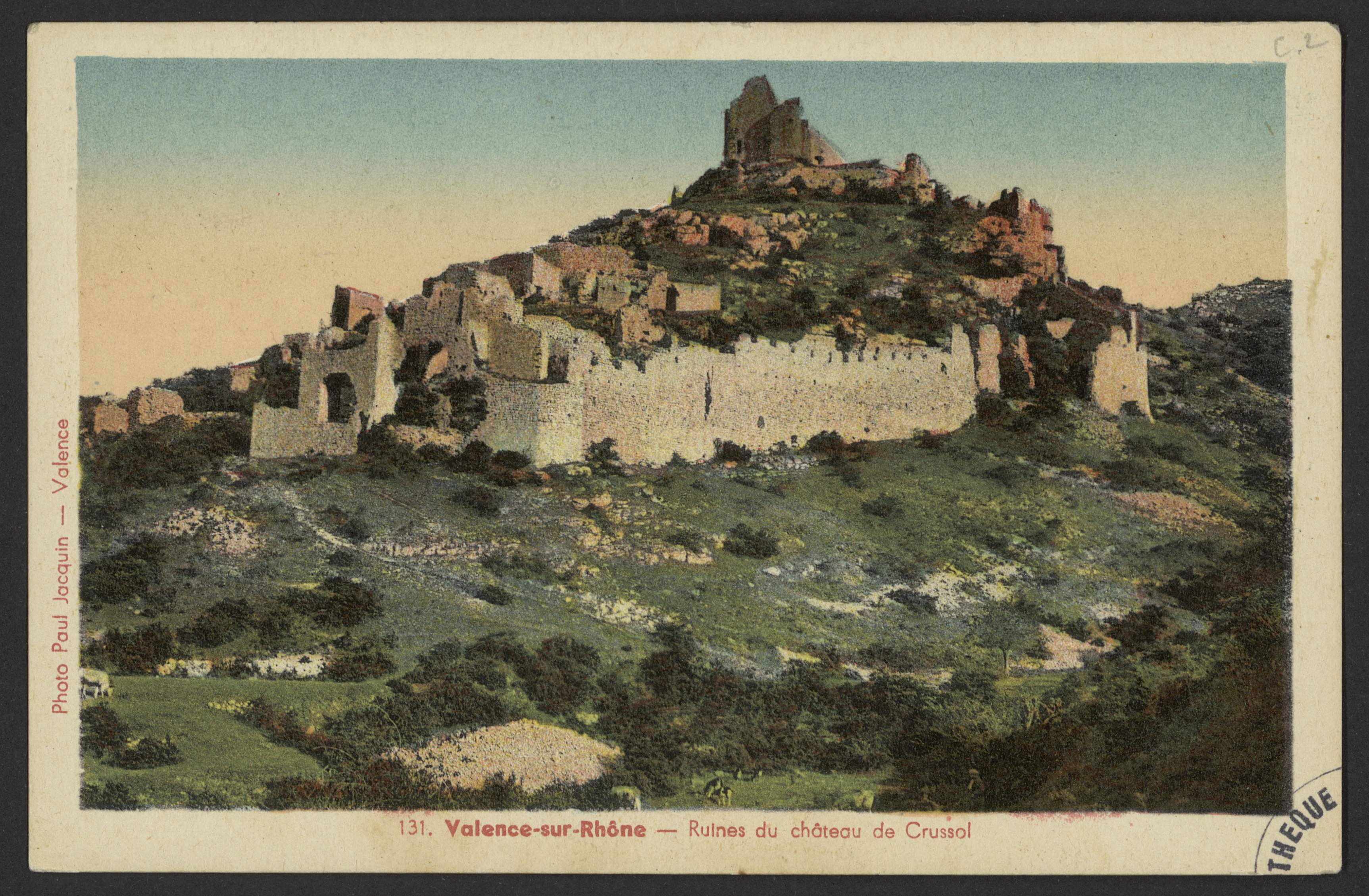
Die Burgruine im ersten Viertel des 20. Jahrhunderts

1846 führt das Artillerieregiment von Valence Übungen auf dem Burgberg durch, wobei ein Großteil der noch vorhandenen Bausubstanz gesprengt wurde. 1855 führte eine Sprengung der Firma Vingard, die unterhalb der Burgruine einen Steinbruch betrieb, zum Einsturz von zwei Dritteln des damals noch stehenden Wohnbaus. Der elfte Herzog von Uzès, Géraud de Crussol dʼUzès, kaufte die derweil nicht mehr im Familienbesitz befindliche Anlage 1864 zurück, doch es sollte noch bis in die 1960er Jahre dauern, ehe die 1964 gegründete Fondation de Crussol erste Sicherungsmaßnahmen durchführte und das Burggelände wiederherrichtete. Zuvor hatte aber ein Blitzeinschlag im Jahr 1952 die Bausubstanz weiter dezimiert und den Nordturm der Burg zerstört. Die Fondation de Crussol bemühte sich in den frühen 1980er Jahren vergeblich darum, die Burgruine vom Haus Crussol zu erwerben. Schließlich verkaufte Marie-Louise Béziers, Witwe des Marquis de Crussol, die Anlage an einen Zusammenschluss der drei Gemeinden Saint-Péray, Guilheraud (heute Guilherand-Granges) und Soyons. Diese ließen die Ruine sichern und restaurieren. Seit 1998 ist die Gemeinde Guilherand-Granges alleinige Eigentümerin.

## Beschreibung

### Lage

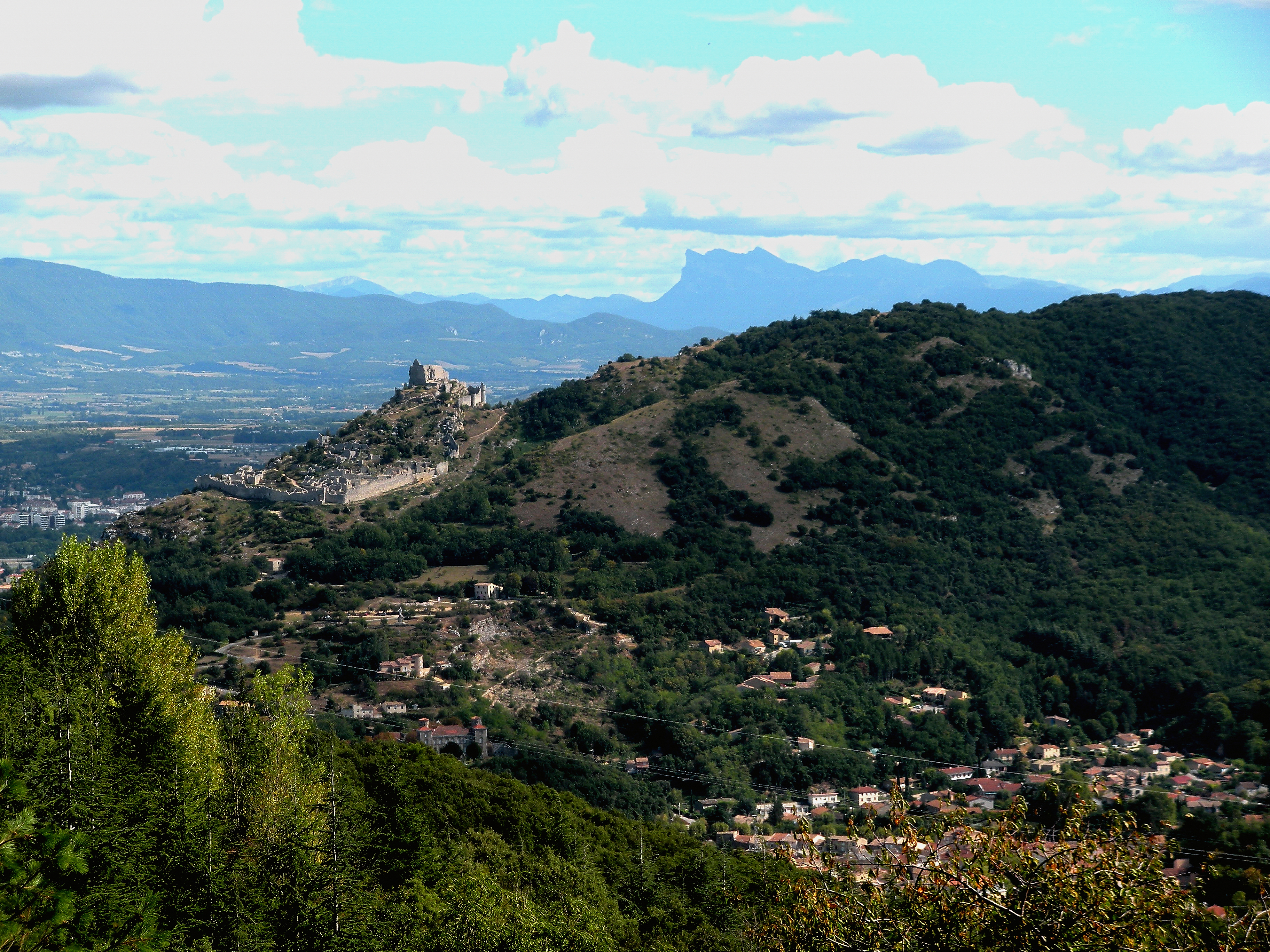
Burgruine Crussol und das Naturschutzgebiet auf dem Montagne de Crussol; im Vordergrund rechts: Saint-Péray

Die Burgruine steht auf einem 337 Meter hohen Kalkfelsen, der die Gemeinde Guilherand-Granges um etwa 200 Meter überragt. Das Burgareal gehört jedoch zu der westlich der Ruine liegenden Gemeinde Saint-Péray. Der strategisch günstig gewählte Burgplatz ermöglichte die Kontrolle des Rhônetals und der Grenze Frankreichs, die der Fluss bis in das 14. Jahrhundert zum Heiligen Römischen Reich bildete. Außerdem führte dort die Straße von Valence nach Le Puy-en-Velay und damit ein Jakobsweg nach Santiago de Compostela vorbei. Die Kernburg der nur unmotorisiert zu erreichenden Anlage steht auf einem kleinen Felsplateau, das an seiner östlichen Seite steil ins Tal abfällt. Vom Plateau bietet sich ein Blick, der sich über die Gebiete von vier verschiedenen Départements erstreckt: Von den Alpen im Osten zu den Cevennen im Westen, und vom Mont Pilat im Norden bis zum Mont Ventoux im Süden.

### Burgruine
Burg Crussol bestand aus einer auf dem höchsten Punkt des etwa drei Hektar großen Burgareals im Süden stehenden Kernburg, einer westlich davon gelegenen Unterburg und einem befestigten, Villette genannten Dorf im Norden. Diese waren von einer gemeinsamen, 335 Meter langen Ringmauer umschlossen, die zwischen 0,8 und einem Meter dick sowie im Durchschnitt acht Meter hoch war. Zur Abwehr möglicher Angreifer besaß die Mauer Hurden. Das fast vollständige Fehlen von Schießscharten lässt vermuten, dass sie vor dem 12. Jahrhundert errichtet wurde. Eingang zum Burgareal gewährt ein befestigter, aus dem 12. Jahrhundert stammender Torbau (französisch Châtelet) mit vorgelagerter Barbakane an der am tiefsten gelegenen Nordseite des Areals. Hinter dem Tor beginnt das Villette. Das Dorf bestand aus etwa 100 einfachen Behausungen, die jedoch nicht zum permanenten Wohnen gedacht waren, sondern als vorübergehender Zufluchtsort für Anwohner aus der Umgebung im Falle einer Bedrohung. Viele der Häuser dienten Vorratszwecken, es gab aber auch eine Windmühle, zwei Backöfen und eine der Muttergottes geweihte Kapelle. Die Dorfbauten sind heute alle Ruinen oder sogar gänzlich verschwunden.
Die höher gelegene Kernburg ist vom Villette durch einen ausgedehnten, unbebauten Bereich getrennt. Sie bestand im Wesentlichen aus einem viereckigen Donjon mit angrenzendem Wohnbau samt Treppenturm, die über den nordwestlich davon gelegenen Burghof mit Zisterne und herrschaftlicher Burgkapelle zu erreichen waren. Der Hof selbst war nur über einen zwingerartigen Aufgang erreichbar. Die in den Fels geschlagene Zisterne ist heute noch erkennbar, die Burgkapelle hingegen völlig verschwunden. Vom steinernen Wohnbau aus dem 13. Jahrhundert ist nur noch die nördliche Giebelwand in voller Höhe erhalten, seine südliche Außenmauer ist seit 1855 fast vollständig eingestürzt. Der an seiner Nordseite angebaute Treppenturm mit innenliegender Wendeltreppe ist nur in wenigen Resten erhalten. Vom Donjon sind seit dem 17. Jahrhundert nur noch die Fundamente erkennbar.
Die Bebauung der einstigen Unterburg ist heute vollständig verschwunden. Der sie schützende Teil der Ringmauer ist mit einem runden Eckturm und einen halbrunden Mauerturm verstärkt.

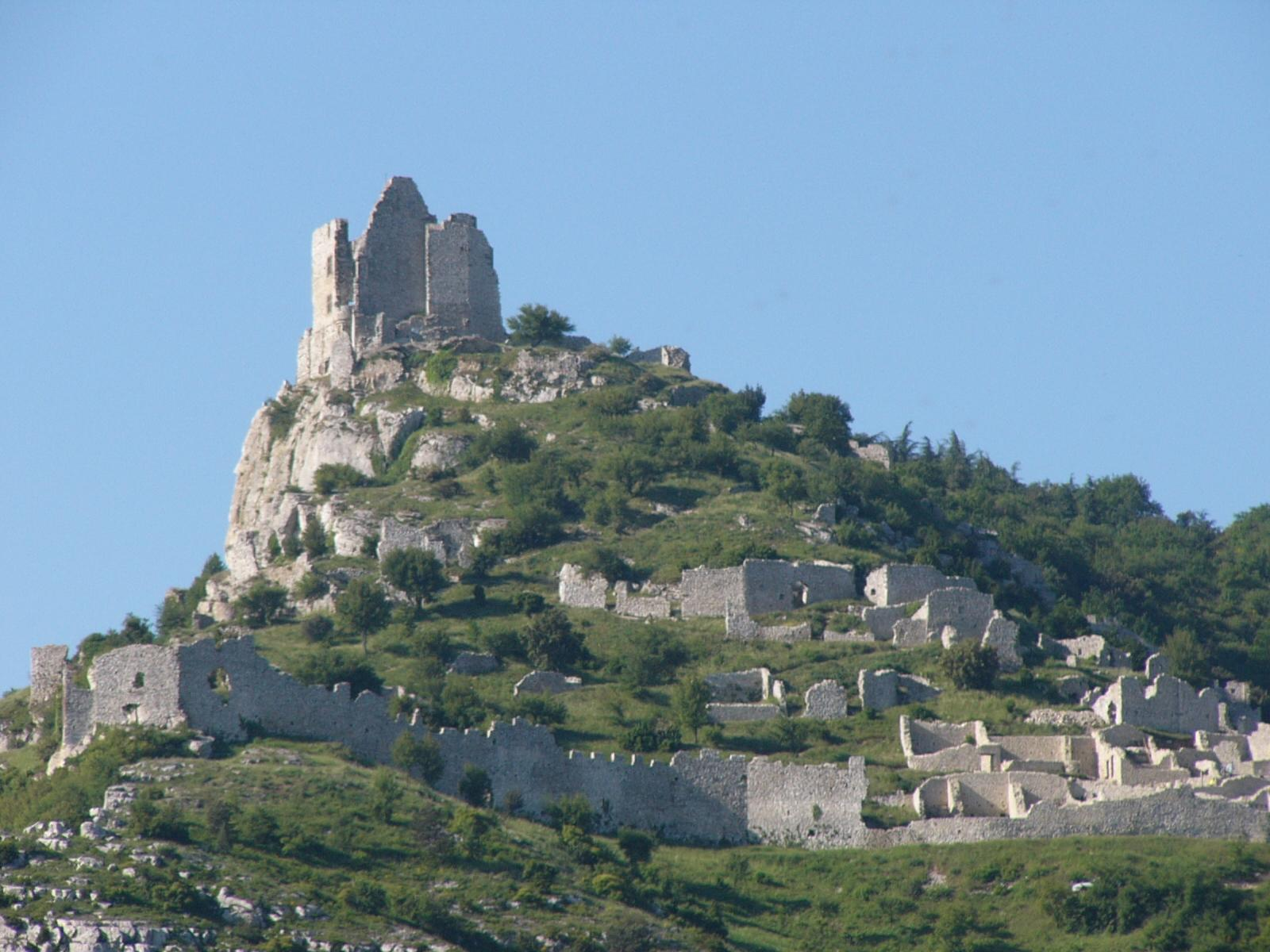
Ansicht des Burgbergs von Norden
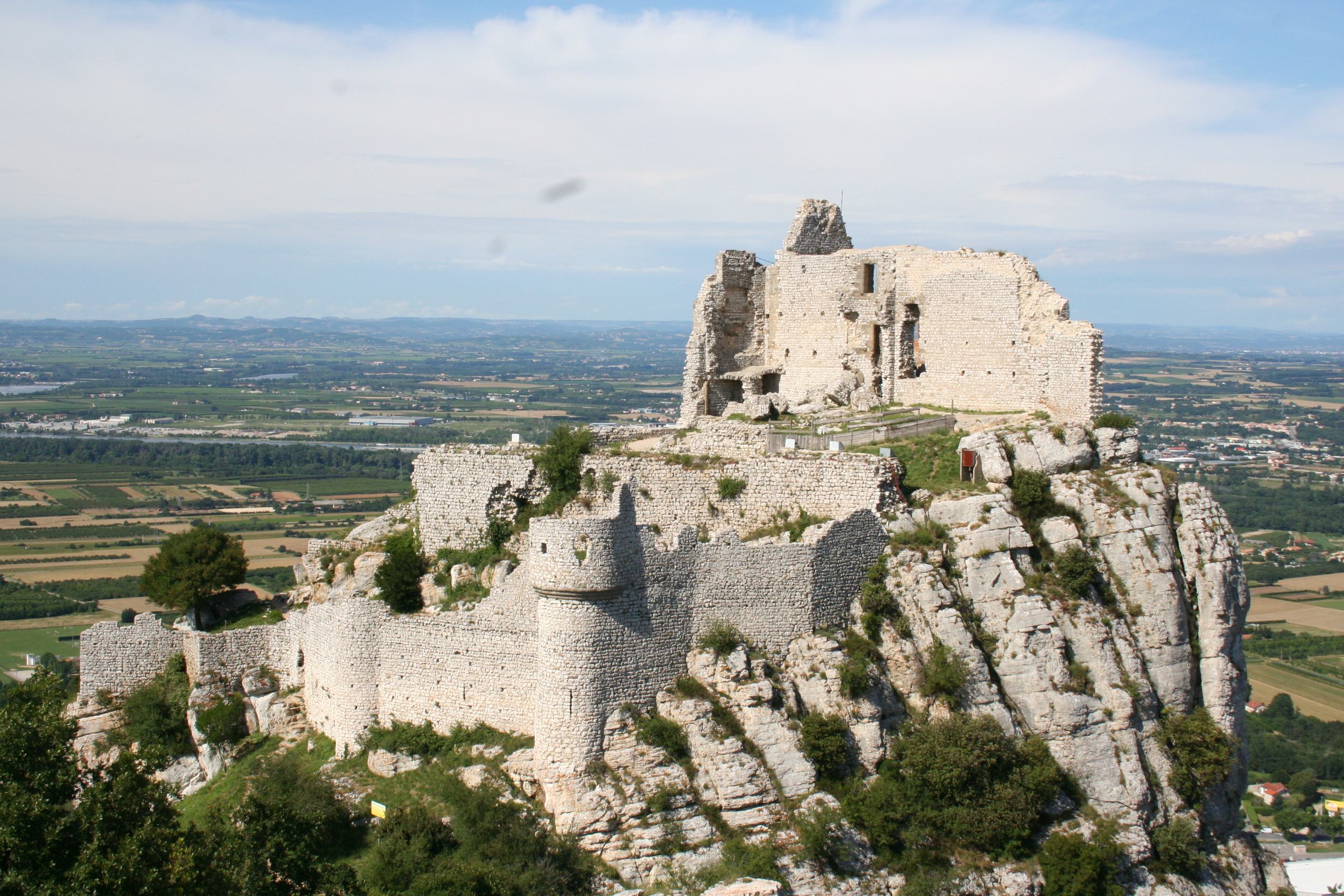
Ansicht der Kernburg von Südwesten
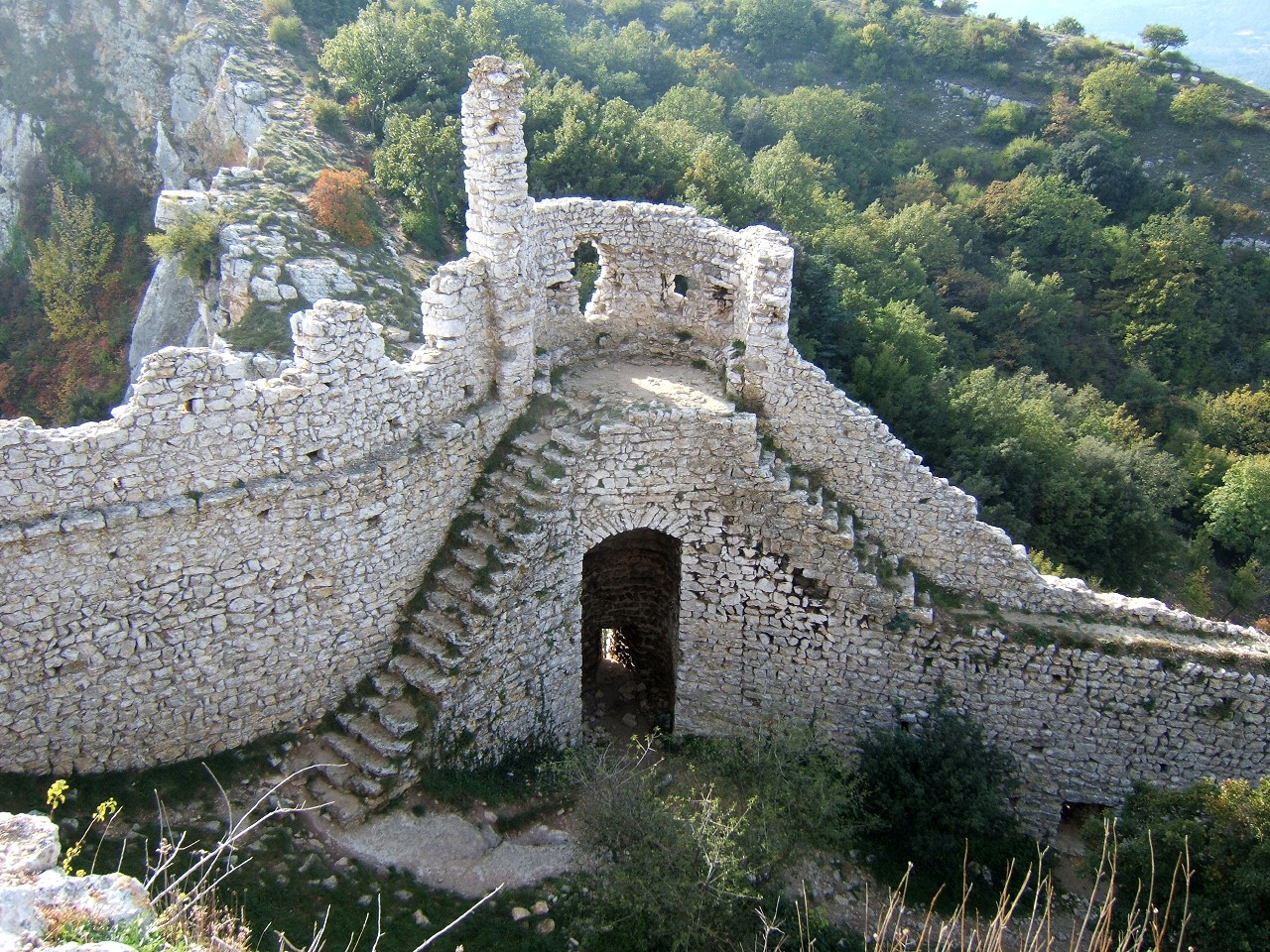
Eckturm der Ringmauer
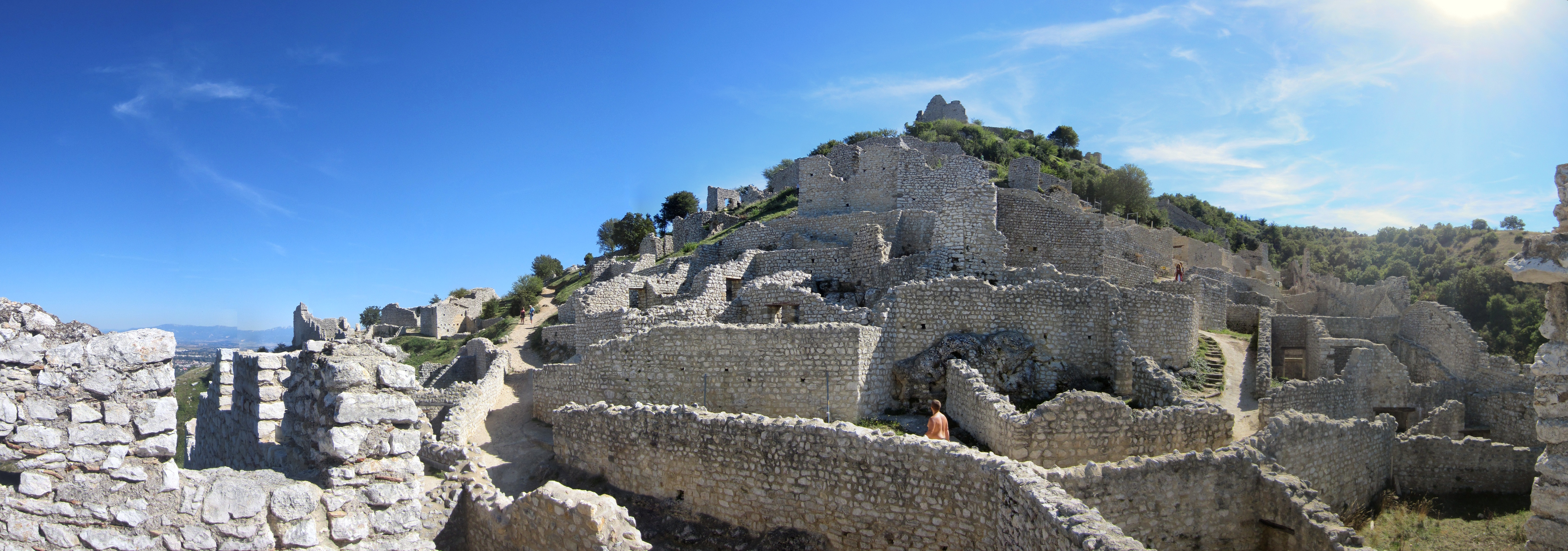
Ruinen des befestigten Dorfs

### Naturschutzgebiet
Das Burgareal und seine direkte Umgebung auf dem Montage de Crussol bieten Raum für eine vielfältige Pflanzen- und Tierwelt. Zum Beispiel wachsen dort 40 verschiedene Orchideenarten, darunter Bocks-Riemenzunge, Hummel-Ragwurz und Pyramiden-Hundswurz. Einige der Orchideen-Varietäten sind dort endemisch. Zu den dort heimischen Tierarten zählen Uhus, Schlangenadler und Schwarzmilane ebenso wie Fledermäuse, Wildschweine, Perl- und Westliche Smaragdeidechsen sowie zahlreiche Schmetterlings- und Käferarten.
Aufgrund der großen biologischen Vielfalt steht das gesamte Gebiet in zweifacher Hinsicht unter Naturschutz: Zum einen ist es ein Natura-2000-Schutzgebiet und zum anderen ist es als Espace naturel sensible (kurz ENS, deutsch sensibler Naturraum) eingestuft. Es ist genauso wie die Burgruine ganzjährig frei zugänglich. Von April bis November werden Führungen angeboten.